# Ensaio de proteína Lowry
O ensaio de proteína Lowry é um ensaio bioquímico para determinar o nível total de proteína em uma solução. A concentração de proteína total é exibida por uma mudança de cor da solução da amostra em proporção à concentração de proteína, que pode então ser medida usando técnicas colorimétricas. É nomeado em homenagem ao bioquímico Oliver H. Lowry que desenvolveu o reagente na década de 1940. Seu artigo de 1951 descrevendo a técnica é o artigo mais citado na literatura científica, citado mais de 300.000 vezes.

## Mecanismo
O método combina as reações dos íons de cobre com as ligações peptídicas em condições alcalinas (o teste de Biureto) com a oxidação de resíduos de proteínas aromáticas. O método Lowry é baseado na reação do Cu +, produzido pela oxidação das ligações peptídicas, com o reagente Folin-Ciocalteu (uma mistura de ácido fosfotúngstico e ácido fosfomolibdico na reação de Folin-Ciocalteu). O mecanismo de reação não é bem compreendido, mas envolve a redução do reagente Folin-Ciocalteu e oxidação de resíduos aromáticos (principalmente triptofano, também tirosina). Experimentos mostraram que a cisteína também é reativa ao reagente. Portanto, os resíduos de cisteína na proteína provavelmente também contribuem para a absorbância observada no ensaio de Lowry. O resultado dessa reação é uma molécula azul intensa conhecida como azul de heteropolimolibdênio. A concentração do reagente Folin reduzido (azul de heteropolimolibdênio) é medida por absorbância a 660nm. Como resultado, a concentração total de proteína na amostra pode ser deduzida da concentração de resíduos de triptofano e tirosina que reduzem o reagente de Folin-Ciocalteu.